# دلفين قاروري الأنف
الدلافين قارورية الأنف أو تُرْسُوب من جنس تريسبو، هي أكثر أعضاء عائلة الدلافين المحيطية شهرة. تظهر الدراسات الجزيئية أن الجنس يحتوي على ثلاثة أنواع، النوع الأول هو الدلفين قاروري الأنف المعروف، ودلفين قاروري الأنف الهندو-هادئي، ودلفين بورنان. تعيش الدلافين ذات الأنف الزجاجي في البحار الدافئة والمعتدلة حول العالم، وتوجد في كل مكان باستثناء منطقة القطب الشمالي ومنطقة القطب الجنوبي. اشتق اسمها من الكلمة اللاتينية تورسيو والتي تعني دُلفين وترونكاتوس بسبب أسنانها المسننة المميزة.
تم إجراء العديد من الإستقصاءات حول ذكاء الدلفين ذو الأنف القاروري، وفحص المحاكاة، واستخدام اللغة الإصطناعية، وتصنيف الكائنات، والإدراك الذاتي. يمكنهم استخدام الأدوات (الإسفنج ؛ استخدام الإسفنج البحري للبحث عن مصادر الغذاء التي لا يمكنهم الوصول إليها عادةً) ونقل المعرفة الثقافية من جيل إلى جيل، وقد أدى ذكاءهم الكبير إلى التفاعل مع البشر. اكتسبت الدلافين ذات الأنف القاروري شعبية من عروض الحدائق الماى ية والبرامج التلفزيونية مثل Flipper. كما تم تدريبهم من قبل الجيوش لتحديد مواقع الألغام البحرية أو الكشف وتمييز الغواصين الأعداء. في بعض المناطق، يتعاونون الصيادين المحليين عن طريق دفع الأسماك إلى شباكهم وأكل الأسماك التي تهرب. إن بعض اللقاءات مع البشر تضر بالدلافين: فالناس يصطادون الدلافين بحثاً عن الطعام، والدلافين تقتل من دون قصد كالصيد التجاري مثل سمك التونة، وتصطاد في مصائد سرطان البحر.
تمتلك دلافين بوتلينوز على ثالث أكبر مستويات ذكاء لأي حيوان ثديي على الأرض (البشر هم الأكبر)، حيث تتقاسم النسب القريبة مع البشر وغيرهم من القِرَدة العليا، والتي من المرجح أن تساهم في ذكاء العالي والذكاء العاطفي.

## التصنيف
أدرك العلماء منذ فترة طويلة أن دلافين التورسيوبس قد تتكون من أكثر من نوع واحد، حيث يوجد تنوع كبير في اللون والشكل. في الماضي، استخدمت أغلب الدراسات المورفولوجيا لتقييم الاختلافات بين وداخل الأنواع، ولكن في أواخر القرن العشرين، سمح الجمع بين المورفولوجية وعلم الوراثة الجزيئي ببصيرة أكبر في التعامل مع هذه المشكلة التي كانت مستعصية على الحل في السابق. منذ أواخر التسعينيات وأوائل العقد الأول من القرن الحادي والعشرين، أقر معظم الباحثين بوجود نوعين: الدلفين الشائع قاروري الأنف، الموجود في الموائل الساحلية والمحيطية في معظم المناطق المدارية إلى المحيطات المعتدلة، والدلافين قارورية الأنف الهندو هادئي، الذي تعيش في المياه الساحلية حول الهند وشمال أستراليا وجنوب الصين والبحر الأحمر والساحل الشرقي لإفريقيا. في عام 2011، تم وصف نوع ثالث متميز، وهو دلفين بورنان الموجود في بورت فيليب وجبسلاند لاكس في فكتوريا-أستراليا، بعد أن أظهر البحث أنه يختلف عن النوع الشائع ودلافين قارورية الأنف الهندو هادئي، وكلاهما في علم التشكل وعلم الوراثة. أيضًا، تتراكم الأدلة للتحقق من وجود نوع منفصل، دلفين لاهيل قاروري الأنف، غلموجود في المياه الساحلية للأرجنتين وأوروغواي وجنوب البرازيل.
تعترف لجنة التصنيف التابعة لجمعية علم الثدييات البحرية، حاليًا بنوعين، وهن الدلافين ذات الأنف القاروري ودلافين قارورية الأنف الهندو هائي، ونوعين فرعيين: دلفين البحر الأسود قاروري الأنف، الذي يعيش في البحر الأسود، ودلفين لاهيل قاروري الأنف. تقبل مصادر أخرى أيضًا دلفين المحيط الهادئ قاروري الأنف، الذي يسكن المحيط الهادئ، وله خط أسود من العين إلى الجبهة. كما أن الاتحاد الدولي لحماية الطبيعة، في قائمته الحمراء للأنواع المهددة بالانقراض، يعترف أيضًا بنوعين فقط من الدلافين قارورية الأنف.

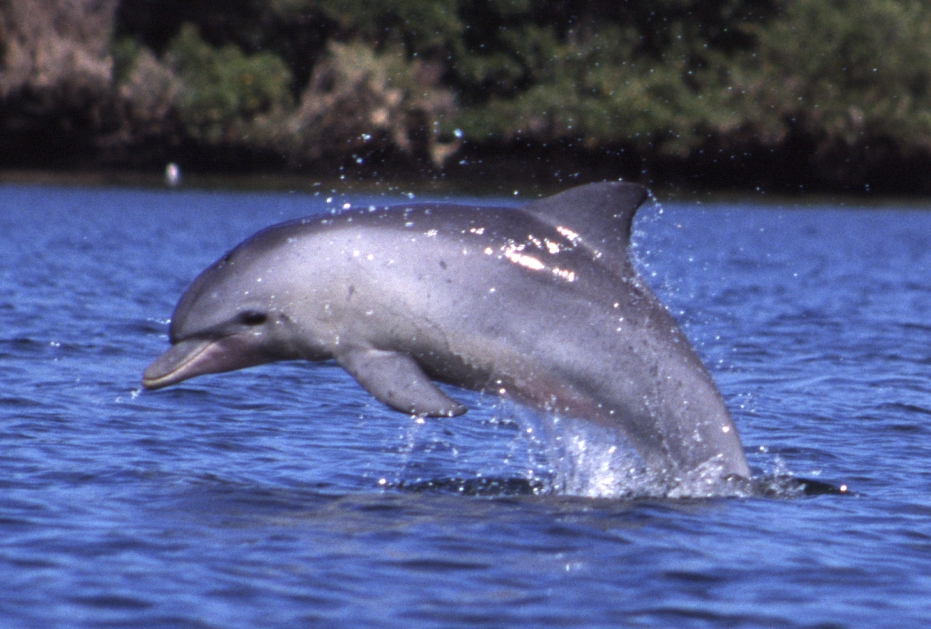
دلفين المحيطين الهندي والهادئ قاروري الأنف، T. aduncus

يرتبط الكثير من المناقشة والشكوك حول تصنيفها بوجود نوعين بيئيين من الدلافين قارورية الأنف في جزء كبير من توزيعها. وهما الطراز البيئي من الدلفين الشائع في غرب شمال المحيط الأطلسي هي ممثلة في المياه الضحلة أو نوع إيكولوجي الساحلي ونوع إيكولوجي أكثر في الخارج. تتداخل نطاقاتها، لكن ثبت أنها متمايزة وراثيًا. ومع ذلك، لا يتم وصفها حاليًا على أنها أنواع منفصلة أو سلالات فرعية. بشكل عام، الاختلاف الجيني بين السكان مهم، حتى بين السكان القريبين. نتيجة لهذا الاختلاف الجيني، من الممكن أن تكون الأنواع الأخرى المتميزة التي تعتبر حاليًا مجموعات من الدلفين قاروري الأنف الشائع.
تشير بعض الأدلة الجينية الحديثة إلى أن دلفين المحيطين الهندي والهادئ ينتمي إلى جنس ستينيلا، لأنه يشبه الدلفين الأطلسي المرقط أكثر من الدلفين قاروري الأنف الشائع.

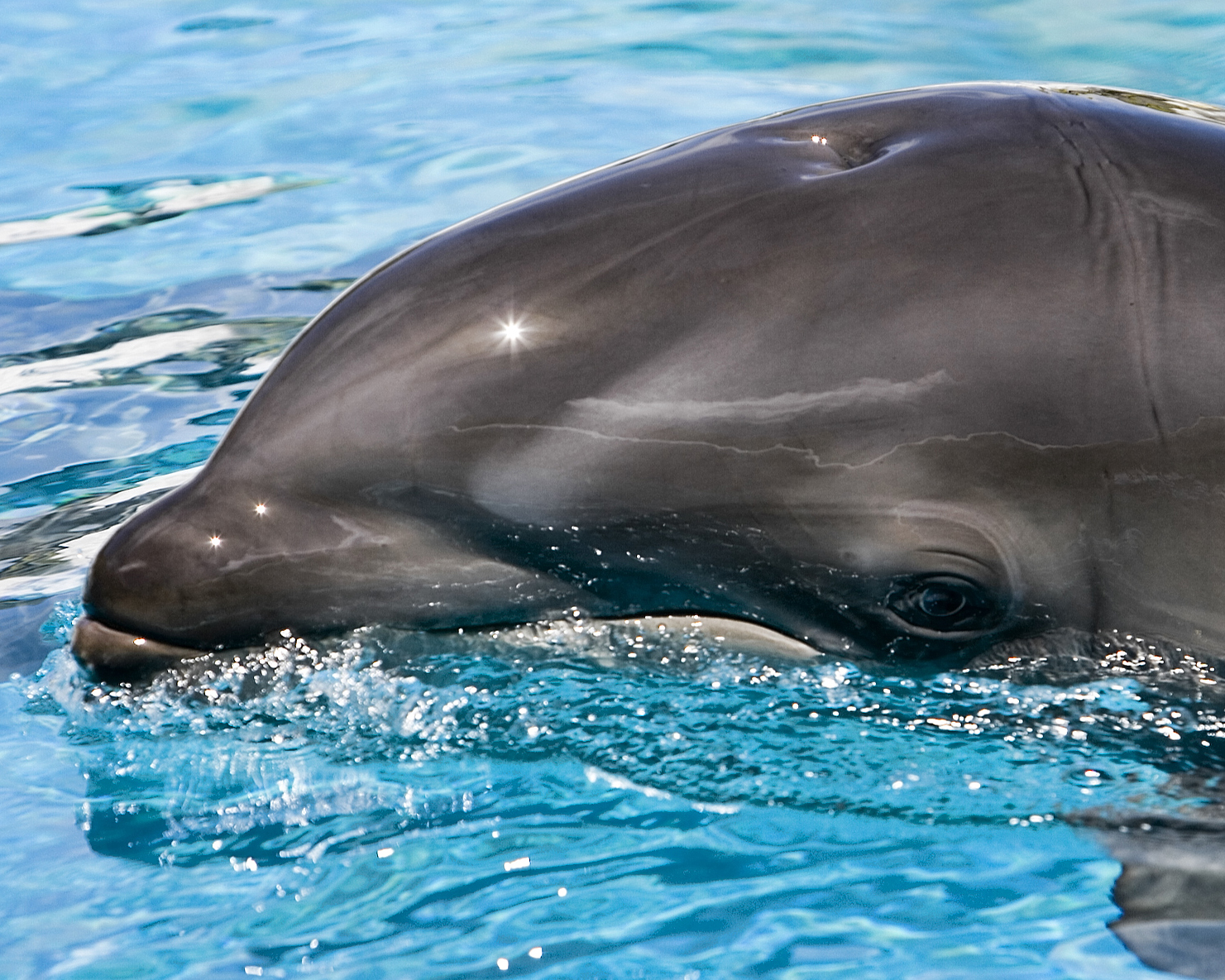
ولفين في حديقة سِي لايف بارك في هاواي

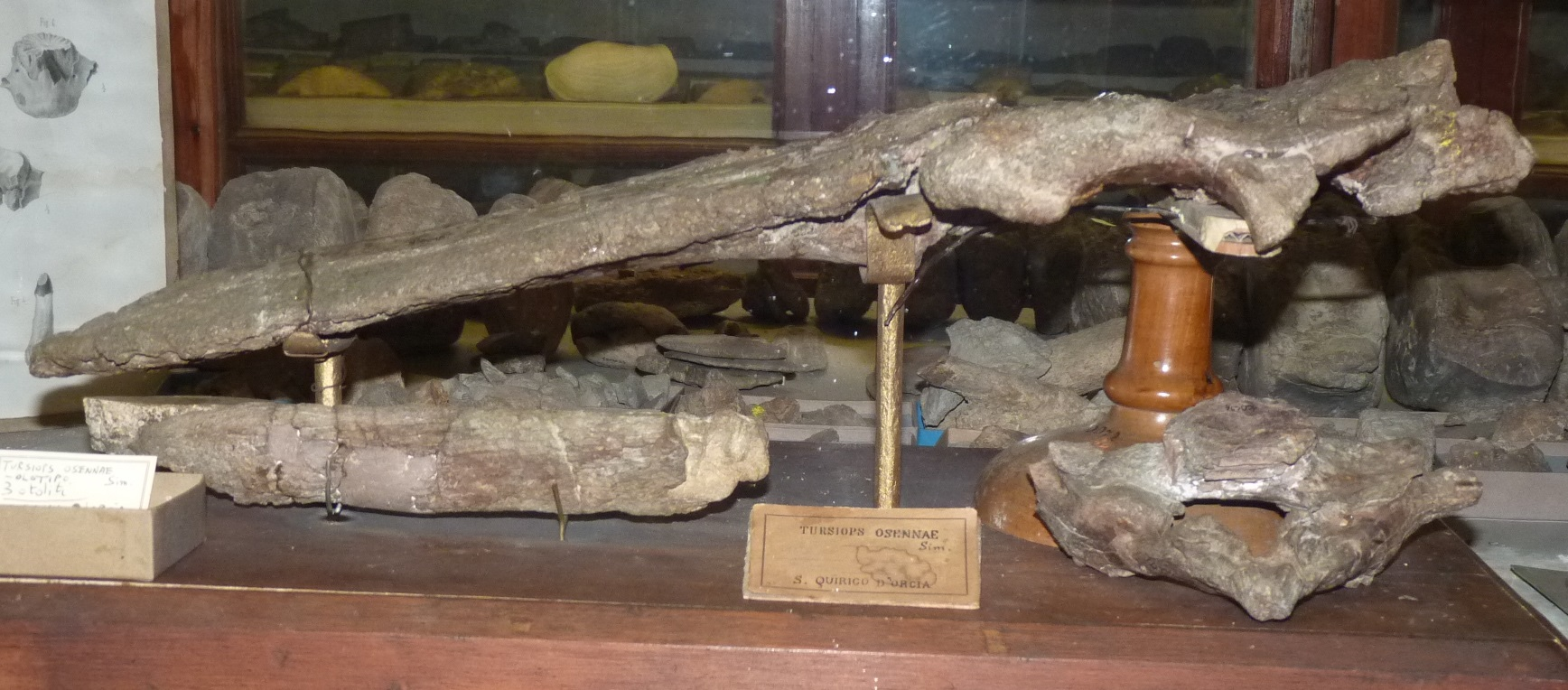
الأنواع الأحفورية

### الهجين
من المعروف أن الدلافين ذات الانف القاروري تُهجّن مع أنواع الدلافين الأخرى. الهجينة مع دلفين ريسو تحدث في البرية وفي الأسر. الهجين الأكثر شهرة هو الذئب، وهو حوت قاتل كاذب هجين دولفين ذو الانف القاروري. الذئب خصب، ويعيش اثنان حاليًا في سِي لايف بارك في هاواي. ولدت الأولى عام 1985 لأنثى دولفين قارورية الأنف. توجد الذئاب أيضًا في البرية. في الأسر، تهجين دلفين قاروري الأنف ودلفين ذو الأسنان المسننة. وفي الأسر، تم تهجين دولفين ذو عنق زجاجة ودلفين خشن الأسنان. يعيش دولفين هجين ذو عنق زجاجة والدولفين والمولد في الأسر في سي وورلد كاليفورنيا. تعيش أنواع هجينة أخرى في الأسر في جميع أنحاء العالم وفي البرية، مثل هجين الدلفين المرقط - المحيط الأطلسي.